# Derek Bowett
Sir Derek William Bowett (* 20. April 1927 in Manchester; † 23. Mai 2009 in Cambridge) war ein britischer Rechtswissenschaftler, der in verschiedenen ranghohen Positionen im Bereich des Völkerrechts tätig war. So wirkte er von 1981 bis 1991 als Whewell-Professor für internationales Recht an der University of Cambridge und von 1991 bis 1996 als Mitglied der Völkerrechtskommission der Vereinten Nationen.

## Leben
Derek Bowett wurde 1927 in Manchester geboren, wo er auch seine schulische Ausbildung absolvierte, und war anschließend von 1945 bis 1948 im Dienst der Royal Navy tätig. Von 1948 bis 1951 studierte er Rechtswissenschaften an der University of Cambridge. Bis 1959 war er als Dozent an der University of Manchester tätig, an der er 1956 promovierte.
Nach seiner Rückkehr nach Cambridge wirkte er dort von 1960 bis 1981 als Dozent, darunter ab 1976 mit Lehrauftrag im Bereich des internationalen Rechts. Von 1969 bis 1982 war er Präsident des Queens’ College der University of Cambridge. 1981 wurde er von der Universität zum Whewell-Professor für internationales Recht ernannt. Diese Position hatte er bis 1991 inne. Im gleichen Jahr wurde er Mitglied der Völkerrechtskommission der Vereinten Nationen, der er bis 1996 angehörte.
Er starb 2009 in Cambridge.

## Auszeichnungen
Derek Bowett wurde 1975 zum Honorary Bencher (berufenes Seniormitglied) der britischen Anwaltskammer Middle Temple und 1978 zum Queen’s Counsel ernannt. Die Amerikanische Gesellschaft für internationales Recht verlieh ihm 1981 die Ehrenmitgliedschaft. Ab 1983 war er Fellow der British Academy und Commander (CBE) des Order of the British Empire. Darüber hinaus wurde er 1993 als Kommandeur in den dänischen Dannebrog-Orden aufgenommen und 1998 zum Knight Bachelor geschlagen.

## Werke (Auswahl)
- Self Defence in International Law. Manchester 1958
- The Legal Regime of Islands in International Law. Dobbs Ferry 1979
- The Law of International Institutions. London 1982